# Belvosia albifrons
Belvosia albifrons är en tvåvingeart som först beskrevs av Robineau-desvoidy 1830.  Belvosia albifrons ingår i släktet Belvosia och familjen parasitflugor.
Artens utbredningsområde är Frankrike. Inga underarter finns listade i Catalogue of Life.